# أورخان أكسوي
أورخان أكسوي (بالتركية: Orhan Aksoy)‏ هو كاتب سيناريو ومخرج تركي، ولد في 10 يناير 1930 في مدينة مصطفى كمال باشا في تركيا، وتوفي في 22 يناير 2008 في إسطنبول في تركيا.

## وصلات خارجية
- أورخان أكسوي على موقع IMDb (الإنجليزية)
- أورخان أكسوي على موقع ألو سيني (الفرنسية)
- أورخان أكسوي على موقع قاعدة بيانات الفيلم (الإنجليزية)
- أورخان أكسوي على موقع كينوبويسك (الروسية)